# 新吉久停留場
新吉久停留場（しんよしひさていりゅうじょう）は、富山県高岡市吉久にある万葉線の停留場。
高岡市衛生公社（TEK）のリサイクルセンターがほぼ正面に位置しており、TEKリサイクルセンター高岡 新吉久という駅愛称がある。

## 歴史

### 年表
- 1951年（昭和26年）4月1日：富山地方鉄道の米島口 - 新湊（現・六渡寺）間の開業により中間駅として開設。
- 1959年（昭和34年）4月1日：事業譲渡により、加越能鉄道の駅となる。
- 2002年（平成14年）4月1日：事業譲渡により、万葉線の駅となる。
- 2017年（平成29年）7月3日：下り方面にホームを新設。同時に副駅名が設定される。
- 2019年（平成31年）1月30日：米島口側で試運転中の電車が脱線。翌31日まで運転休止となり、バスによる代替輸送が行われた[2]。
- 2020年（令和2年）5月1日：株式会社高岡市衛生公社もネーミングライツ（命名権）取得によりTEKリサイクルセンター高岡 新吉久の駅愛称を使用開始[3]。

### ペイント式停留場による事故とホーム設置
片原町、新吉久、吉久の3停留場は道幅が狭いためにペイント式の停留場であり、そのため利用者が通行する車にはねられる事故がたびたび起こっている。新吉久では2008年（平成20年）2月に死亡事故、2013年（平成25年）9月には重体事故、片原町でも2015年（平成27年）11月に車にはねられる事故が起こっており、利用者の安全確保が問題となっていた。これを受け、できる範囲でホームの設置を行うこととなり、新吉久停留場では2017年（平成29年）の夏頃をめどに、これまで事故が多く道路拡幅可能な下り側の停留場をかさ上げしホーム設置を目指し、同年7月3日より供用開始した。なお上り停留場側は道路拡幅が難しく、これまでどおりペイントのみのホームとなる。整備費用は約1,100万円である。またこの際、副駅名として「TEK リサイクルセンター前」と命名された。

## 停留場構造
相対式ホーム2面2線の地上駅。のりばは下り（越ノ潟駅方面）が上屋のあるスロープ付ホームであるのに対し、上りは路面に白線の枠の中を水色でペイントされただけの簡易なものであり、上屋はない。列車交換が可能である。

## 停留場周辺
- JR貨物高岡貨物駅
- 新日本電工富山工場高岡地区
- 北陸電力伏木変電所
- 高岡市衛生公社リサイクルセンター - 敷地内の「TEKリトルパーク」にて、かつて当線で運用されていたデ5022が展示されている[6]。

## 隣の停留場
万葉線
■万葉線（高岡軌道線）
能町口停留場 - 新吉久停留場 - 吉久停留場